# Transliteració Wylie
La transliteració Wylie és un mètode per transliterar l'alfabet tibetà usant l'alfabet llatí. El seu nom es deu a Turrell Wylie, qui va perfeccionar el mètode el 1959. Des de llavors ha esdevingut un mètode estàndard de transliteració en estudis tibetans, especialment als Estats Units.
Qualsevol mètode de romanització de l'idioma tibetà enfronta el dilema de si ha de tractar de reproduir els sons del tibetà parlat o l'ortografia del tibetà escrit. Tots dos difereixen molt, atès que l'ortografia es va fixar al segle xi, mentre que la pronunciació ha continuat evolucionant. Els sistemes de transcripció anteriors intentaven combinar ambdues, per la qual cosa mai reflectien de manera perfecta cap d'elles. La transliteració Wylie es va dissenyar específicament per transcriure l'escriptura tibetana, la qual cosa explica la seva acceptació en els àmbits acadèmics. No pretén ajudar a la correcta pronunciació de les paraules tibetanes.

## Consonants
El mètode Wylie translitera les consonants tibetanes de la següent manera: 
| ཀ ca [ká]     | ཁ kha [kʰá]   | ག ga [ɡà/kʰà]    | ང nga [ŋà] |
| ཅ ca [tɕá]    | ཆ cha [tɕʰá]  | ཇ ja [dʑà/tɕʰà]  | ཉ nya [ɲà] |
| ཏ ta [tá]     | ཐ tha [tʰá]   | ད da [dà/tʰà]    | ན na [nà]  |
| པ pa [pá]     | ཕ pha [pʰá]   | བ ba [bà/pʰà]    | མ ma [mà]  |
| ཙ tsa [tsá]   | ཚ tsha [tsʰá] | ཛ dza [dzà/tsʰà] | ཝ wa [wà]  |
| ཞ zha [ʑà/ɕà] | ཟ za [zà/sà]  | འ 'a [ɦà/ʔà]     | ཡ ya [jà]  |
| ར ra [rà]     | ལ la [là]     | ཤ sha [ɕá]       | ས sa [sá]  |
| ཧ ha [há]     | ཨ a [ʔá]      |                  |            |

L'última lletra de l'alfabet, la consonant ཨ, no es translitera. La seva presència es coneix inequívocament perquè apareix una síl·laba que comença en vocal.
En l'escriptura tibetana, els grups de consonants dins de la mateixa síl·laba poden estar representats mitjançant l'ús de lletres sobre, sota o a un costat de la lletra principal. El sistema Wylie no diferencia entre aquestes possibilitats, atès que no existeix risc d'ambigüitat d'acord amb les normes ortogràfiques tibetanes. L'excepció és la seqüència qy-, que pot escriure's bé amb una "g" davant o amb una "i" com a subíndex. En el mètode Wylie, aquestes possibilitats es diferencien inserint un punt entre la "g" i la "i" quan aquesta és la lletra principal i la primera es col·loca davant d'ella. Així, གྱང "mur" és gyang, mentre que གཡང་ "avenc" o "prosperitat" és g.yang.

## Vocals
Les quatre vocals (que en aquest cas s'apliquen a la lletra muda ཨ) es transliteren així:
| ཨི i | ཨུ u | ཨེ e | ཨོ o |

Quan una síl·laba no té una vocalització explícita, s'afegeix la lletra "a" per representar la vocal "a" inherent (per exemple, ཨ་ = a).